# OS/2
OS/2 (ang. Operating System/2) – system operacyjny stworzony przez firmy IBM i Microsoft, później rozwijany wyłącznie przez IBM. Nazwa oznacza, że system był przygotowywany dla drugiej generacji komputerów osobistych IBM.

## Historia
OS/2 1.0 został wydany w grudniu 1987 roku. Był to jeszcze system z tekstową powłoką, ale posiadający już bogate API zapewniające kontrolę grafiki i obsługę myszy. Graficzny interfejs użytkownika wprowadzono wraz z wydaniem w listopadzie roku 1988 wersji 1.1.
W roku 1990 współpraca firm Microsoft i IBM nad OS/2 rozluźniła się. Rosnąca popularność środowiska graficznego Windows skłoniła Microsoft do skupienia uwagi na własnym systemie. Doprowadziło to do podziału prac nad OS/2 – IBM miał zająć się wydaniem wersji 2.0, podczas gdy Microsoft miał skupić się nad wersją 3.0 znaną jako NT OS/2. Ostatecznie współpraca obu firm nad OS/2 została zerwana, zaś wersję 3.0 Microsoft wydał jako Windows NT.
Wydana samodzielnie przez IBM w roku 1992 wersja 2.0 systemu OS/2 zawierała nowy interfejs graficzny oraz 32-bitowe API. Prawdziwym 32-bitowym systemem był jednak dopiero OS/2 w wersji Warp 3 wydanej w roku 1994. Wprowadzał on ponadto lepszą obsługę multimediów i internetu. Stabilność systemu pozwalała na jego stosowanie w systemach bankowych (bankomaty IBM) a wymagania systemowe pozwalały na uruchamianie go na konfiguracjach od i486/16MB RAM do Pentium III 800/1GB RAM.
Na początku 1995 roku, w związku z wprowadzeniem przez IBM nowych super-komputerów osobistych IBM Power Series, ruszyły prace nad systemem OS/2 Warp 3 dla PowerPC. Niestety komputery Power Series i ThinkPad Power Series nie odniosły komercyjnego sukcesu (głównym powodem była cena) i prace nad systemem zawieszono. Niemniej jednak istnieją jego wersje beta (niestabilne i niezdatne do użycia). Ponadto od samego początku system OS/2 Warp dla PowerPC nie był doskonale zgrany z architekturą komputerów Power Series. Przykładem może być niezaimplementowanie loadera (programu ładującego) systemu w postaci osobnego pliku wykonywalnego, łatwo odczytywalnego przez ARC (Advanced RISC Computing) – bootloader dla komputerów Power Series. To uniemożliwiało współpracę systemów na komputerze.
IBM zapowiedział, że wycofa OS/2 ze sprzedaży 23 grudnia 2005 roku, a 31 grudnia 2006 roku zakończy wsparcie dla tego systemu. Zwolennicy systemu starali się jednak bronić OS/2 poprzez zbieranie podpisów pod petycją o uwolnienie całości bądź części jego kodu źródłowego jednak została ona odrzucona.
Według doniesień CNET między firmami IBM i Microsoft doszło do potajemnej transakcji wartości 800 milionów dolarów, która miała na celu „ustąpienie drogi” produktowi Microsoftu.

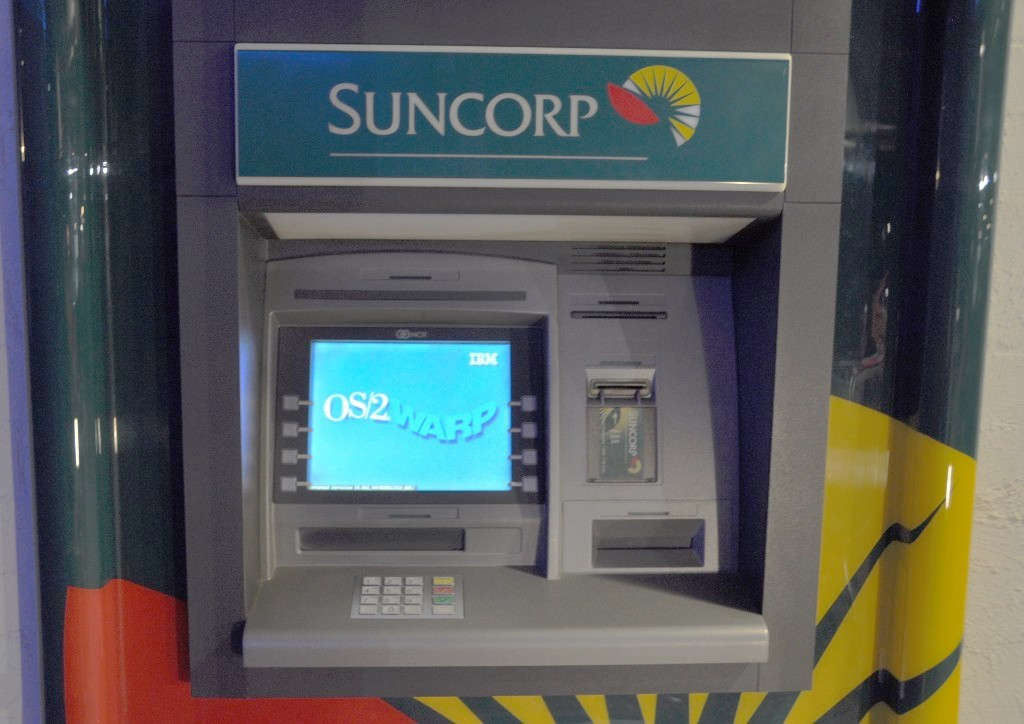
OS/2 Warp zainstalowany w bankomacie

## Technologia
Jako interfejs graficzny system OS/2 wykorzystuje program zwany Presentation Manager, pod względem funkcjonalności w pewnym stopniu przypominający X Window System. Zapewnia on zarządzanie czcionkami, ikonami oraz oknami uruchomionych programów. Bazując na powyższym rozwiązaniu w wersji systemu 2.0 wprowadzono zorientowaną obiektowo, zgodną z zasadami Common User Access, graficzną powłokę systemową nazwaną Workplace Shell (WPS).
Obsługę multimediów zapewnia Media Control Interface wprowadzając poprzez wbudowane mechanizmy lub zewnętrzne programy obsługę takich formatów i kodeków jak MPEG, PNG, progressive JPEG, DivX, Ogg czy MP3.
Obsługę sieci umożliwia zaimportowany z systemu BSD protokół TCP/IP.
Pierwotnie systemem plików był FAT – od wersji 1.2 (1989) wprowadzono mechanizm instalowania systemów plików oraz własny system plików HPFS.

## Wybrane wersje
- OS/2 1.0 (CP/DOS) – pierwsza wersja tego systemu, tylko Interfejs tekstowy – 1987
- OS/2 1.1 (Trimaran) – pierwsza wersja z interfejsem graficznym – 1988
- OS/2 1.2 – wprowadzono obsługę nowego systemu plikowego HPFS – 1989
- OS/2 1.3 (Cutter) – pierwsza wersja opracowana bez udziału Microsoftu –1990
- OS/2 2.0 (Cruiser) – pierwsza wersja 32-bitowa –1992
- OS/2 2.1 (Borg) – wprowadzono 32-bitowy silnik grafiki – 1993
- OS/2 Warp 3 (Warp) – najbardziej popularna wersja OS/2 – 1994 – wydana również po polsku
- OS/2 Warp, wersja dla PowerPC – oparta na mikrojądrze Mach, nigdy nie sprzedawana – 1995
- OS/2 Warp 4 (Merlin) – wprowadzono obsługę Javy, PNP, nowy GUI, grafika GRADD, OpenDoc oraz zintegrowane z systemem rozpoznawanie mowy VoiceType – 1996 – wydana również po polsku (bez Voice Type)
- OS/2 Warp Server for E-business (Aurora) – dodano JFS (system plikowy stosowany wcześniej w systemie AIX), usprawnienia w jądrze (KEE API), większa dostępna dla programów pamięć – 1999